# Gran Premio motociclistico dell'Ulster 1956
Il Gran Premio motociclistico dell'Ulster fu il quinto e penultimo appuntamento del motomondiale 1956.
Si svolse il 9 e l'11 agosto 1956 sul Circuito di Dundrod. Erano in programma tutte le classi in singolo oltre che i sidecar (le 250 e le 350 gareggiarono il giovedì 9, le restanti classi sabato 11).
Le vittorie furono di piloti britannici nella 500 con John Hartle su Norton e Bill Lomas su Moto Guzzi nella 350. Si imposero poi lo svizzero Luigi Taveri su MV Agusta in 250, l'italiano Carlo Ubbiali, anche lui su MV Agusta, in 125 e l'equipaggio tedesco Wilhelm Noll/Fritz Cron su BMW nelle motocarrozzette.

## Classe 500
Furono alla partenza del gran premio 32 piloti, di cui 19 vennero classificati al termine della gara.
Tra i ritirati vi furono Geoff Duke (che aveva fatto registrare il giro più veloce in gara), Bill Lomas, Reg Armstrong, Walter Zeller e Arthur Wheeler. Questi risultati consentirono a John Surtees, assente a causa del grave incidente occorsogli nel GP di Germania, di essere matematicamente certo del titolo iridato piloti.
Si trattò anche dell'ultima vittoria di una Norton nei gran premi del motomondiale. Caso curioso il fatto che tutte le 19 motociclette classificate furono di case motociclistiche britanniche e nessuna di case italiane e tedesche che erano le dirette concorrenti.

### Arrivati al traguardo
| Pos. | Pilota             | Moto      | Tempo      | Punti |
| ---- | ------------------ | --------- | ---------- | ----- |
| 1    | John Hartle        | Norton    | 2h 20:14.6 | 8     |
| 2    | Bob Brown          | Matchless | + 2:47.4   | 6     |
| 3    | Peter Murphy       | Matchless | + 2:48.4   | 4     |
| 4    | Geoff Tanner       | Norton    | + 3:29.6   | 3     |
| 5    | Wilf Herron        | Norton    | + 1 giro   | 2     |
| 6    | Jack Brett         | Norton    | + 1 giro   | 1     |
| 7    | Austin Carson      | Norton    | + 1 giro   |       |
| 8    | David Chadwick     | Norton    | + 1 giro   |       |
| 9    | Alan Trow          | Norton    | + 2 giri   |       |
| 10   | Agnus Martin       | Matchless | + 2 giri   |       |
| 11   | Dennis Chapman     | Norton    | + 3 giri   |       |
| 12   | Stephen Murray     | Norton    | + 3 giri   |       |
| 13   | Ralph Rensen       | Norton    | + 3 giri   |       |
| 14   | Harry T. Turner    | Norton    | + 4 giri   |       |
| 15   | Des Sloan          | Norton    | + 4 giri   |       |
| 16   | William Roberton   | Matchless | + 4 giri   |       |
| 17   | Martin Brosnan     | BSA       | + 4 giri   |       |
| 18   | Harry Lowe         | BSA       | + 4 giri   |       |
| 19   | Stanley Williamson | Norton    | + 4 giri   |       |

## Classe 350
Tra i ritirati vi furono Ken Kavanagh e Cecil Sandford. La gara fu anche funestata da un incidente mortale che coinvolse Derek Ennett.
Il risultato ottenuto consentì a Bill Lomas di raggiungere la matematica certezza del titolo iridato piloti per la classe 350.

### Arrivati al traguardo (posizioni a punti)
| Pos. | Pilota       | Moto       | Tempo       | Punti |
| ---- | ------------ | ---------- | ----------- | ----- |
| 1    | Bill Lomas   | Moto Guzzi | 2h 3' 14.4" | 8     |
| 2    | Dickie Dale  | Moto Guzzi |             | 6     |
| 3    | John Hartle  | Norton     |             | 4     |
| 4    | Jack Brett   | Norton     |             | 3     |
| 5    | Peter Murphy | AJS        |             | 2     |
| 6    | Bob Brown    | AJS        |             | 1     |

## Classe 250
Fu la prima gara disputata nel gran premio, al giovedì. Tra i ritirati vi fu Carlo Ubbiali che peraltro già aveva ottenuto la matematica certezza del titolo nella gara del gran premio precedente.

### Arrivati al traguardo (posizioni a punti)
| Pos. | Pilota         | Moto       | Tempo      | Punti |
| ---- | -------------- | ---------- | ---------- | ----- |
| 1    | Luigi Taveri   | MV Agusta  | 1h 7' 2.4" | 8     |
| 2    | Sammy Miller   | NSU        |            | 6     |
| 3    | Arthur Wheeler | Moto Guzzi |            | 4     |
| 4    | Bob Coleman    | NSU        |            | 3     |
| 5    | Bill Maddrick  | Moto Guzzi |            | 2     |
| 6    | Maurice Büla   | NSU        |            | 1     |

## Classe 125
Prima delle gare disputate al sabato, l'ottavo di litro fu una gara particolare: furono solo 7 i piloti presenti al via con il rischio che la gara non potesse neppure essere valida per il mondiale (il regolamento prevedeva un minimo di 6 partenti); dopo il ritiro di uno dei favoriti, lo svizzero Luigi Taveri, al termine della gara furono solo 5 i piloti classificati (senza che tutti i punti disponibili potessero essere assegnati) ma solo i primi due tagliarono effettivamente il traguardo.

### Arrivati al traguardo
| Pos. | Pilota        | Moto      | Tempo     | Punti |
| ---- | ------------- | --------- | --------- | ----- |
| 1    | Carlo Ubbiali | MV Agusta | 1h 5' 55" | 8     |
| 2    | Romolo Ferri  | Gilera    |           | 6     |
| 3    | Bill Webster  | MV Agusta |           | 4     |
| 4    | Bill Maddrick | MV Agusta |           | 3     |
| 5    | Frank Cope    | MV Agusta |           | 2     |

## Classe sidecar

### Arrivati al traguardo
| Pos | Pilota             | Passeggero    | Moto   | Tempo   | Punti |
| --- | ------------------ | ------------- | ------ | ------- | ----- |
| 1   | Wilhelm Noll       | Fritz Cron    | BMW    | 56' 24" | 8     |
| 2   | Peter 'Pip' Harris | Ray Campbell  | Norton |         | 6     |
| 3   | Florian Camathias  | Maurice Büla  | BMW    |         | 4     |
| 4   | Frank Taylor       | Ron Taylor    | Norton |         | 3     |
| 5   | Bill Beevers       | Jeff Mundy    | Norton |         | 2     |
| 6   | Jack Wijns         | Mick Woollett | BMW    |         | 1     |